# 김지훈 (영화 감독)
김지훈(1971년 7월 3일~)은 대한민국의 영화 감독이자 각본가이다.
1998년 단편영화 《온실》로 제2회 세계 필름 페스티벌에 초청되었으며, 제46회 독립영화제에서 우수작품상을 수상했다. 이후 《목포는 항구다》, 《화려한 휴가》를 제작하였다. 5.18을 다룬 《화려한 휴가》는 전라도 사투리 연구에 많은 공을 들였고 상업적으로도 큰 성공을 거둔 작품이다. 2011년 8월 개봉한 한국 최초 3D 블록버스터인 《7광구》를 제작하였다.

## 학력
- 한양대학교 연극영화과

## 필모그래피

### 영화
- 1997년 영화 《온실》 ... 연출/각본
- 2004년 영화 《목포는 항구다》》 ... 연출/각본
- 2007년 영화 《화려한 휴가》 ... 연출
- 2008년 영화 《뱅뱅》 ... 연출 / 각본
- 2011년 영화 《7광구》 ... 연출
- 2012년 영화 《타워》 ... 연출
- 2019년 영화 《니 부모 얼굴이 보고싶다》 ... 연출
- 2021년 영화 《싱크홀》 ... 연출

### 그 외
- 1998년 영화 《여고괴담》 ... 연출부
- 1999년 영화 《질주》 ... 연출부
- 2000년 영화 《비밀》 ... 조연출
- 2012년 영화 《코리아》 ... 제작

## 수상
- 2004년 유바리국제판타스틱영화제 대상
- 2007년 제3회 프리미어 라이징 스타 어워즈 감독상
- 2007년 제1회 대한민국영화연기대상 감독상
- 2007년 제27회 한국영화평론가협회상 최우수예술가상
- 2008년 제5회 맥스무비 최고의 영화상 최고의 감독상 《화려한 휴가》
- 2013년 제22회 금계백화영화제 최우수외국감독상